# 神奈川県立衛生短期大学
神奈川県立衛生短期大学（かながわけんりつえいせいたんきだいがく、英語: Kanagawa Prefectural Junior College of Nursing & Medical Technology）は、神奈川県横浜市旭区中尾1-5-1に本部を置いていた日本の公立大学である。1967年に設置され、2004年に廃止された。大学の略称は衛短。

## 概要

### 大学全体
- 神奈川県が設置した日本の公立短期大学であり、神奈川県横浜市旭区に所在した[2]。
- 1学科かつ入学定員120名体制で1967年に開学した。1969年には学科を増設[3]、1992年には専攻科を置いた。
- 2002年度の入学生を最後に短期大学としての使命を終えた[注 1]。なお、短大跡地には神奈川県立よこはま看護専門学校が移転し、今も看護師を目指す学生が多く通う。

### 教育および研究
- 神奈川県立衛生短期大学は医療技術者の育成に力をいれていた。近隣の神奈川県立がんセンターや県衛生研究所での臨床実習も行われていた。

### 学風および特色
- 神奈川県立衛生短期大学は、全国に先駆けて2年制の看護系学科を設置していたところに特色があり[4][5]、開学以来高等学校卒業者で准看護師資格を有する人を対象としていた[6]。養護教諭の養成にもあたっていた[7]。
- 年度にもよるが、衛生技術科の入試競争率は10倍前後であった[8]。
- 男女共学であったが、女子学生の方が圧倒的に多かった。

## 沿革
- 1966年
  - 2月28日 神奈川県立衛生短期大学条例に基づく議案が提出される[9]。
  - 3月31日 神奈川県立衛生短期大学条例が公布される[10]。
- 1967年
  - 1月27日 左記を以て文部省[注 2]より短期大学の設置が認可される[11]。
  - 4月1日 左記を以て神奈川県立衛生短期大学が以下の学科体制にて開学[12]。
    - 衛生看護科[注 3]

  - 4月18日 左記において第1回入学式が行われた[15]。
  - 12月5日 衛生検査学科[注 4]、理学作業療法学科[注 5]の新設要否について検討される[16]。
- 1969年
  - 4月1日 左記を以て以下の学科を増設[17]。
    - 衛生技術科[注 7]
- 1974年 衛生技術科が3年制となる[21]。
- 1991年 衛生看護科養護コース廃止。
- 1992年 専攻科保健学専攻が設置される[22]。
- 2001年 衛生技術科の学生募集を最終とする[注 8]。
- 2002年 最後の学生募集となる[注釈 2]。
- 2004年
  - 3月29日 左記を以て短期大学としての使命を終える[26][27]。

## 基礎データ

### 所在地
- 神奈川県横浜市旭区中尾1-5-1[25]

### 象徴
- 神奈川県立衛生短期大学のカレッジマークには縦に「大学」・横に「衛生」の文字が記されていた[28]。

## 教育および研究

### 組織

#### 学科
- 衛生看護科[注 9]
- 衛生技術科[注釈 1][注 10]

#### 専攻科
- 保健学専攻：看護師資格を有する人が、その基礎資格を活かしてさらに新たな資格をめざすための課程であった。1990年度入学生までは、衛生看護科養護コースで取得できた。

#### 別科
- なし

#### 取得資格について
受験資格
- 看護師：衛生看護科
- 臨床検査技師：衛生技術科
- 保健師：専攻科保健学専攻

教職課程
- 養護教諭一種免許状：専攻科保健学専攻にて、保健師資格を取得した上で申請により取得でた。なお、1990年度以前は本科である衛生看護科養護コースにて二種が取得できた。

## 大学関係者と組織

### 大学関係者一覧
歴代学長
- 皆川卓三
- 鈴木良昭

## 施設

### キャンパス
- 設備：図書館ほか。当時、図書館の所蔵資料数は35,000冊であった[31]。
- 相鉄本線およびいずみ野線二俣川駅が最寄り駅。横浜市営バス｢中尾町｣バス停留所から直ぐの場所にあった[28]。
- 神奈川県立産業技術短期大学校・神奈川県運転免許試験場付近に立地していた[28]。

### 寮
- 神奈川県立衛生短期大学には学生寮はなく、遠隔地出身者は短大から斡旋されたアパートを利用していた[31]。

## 対外関係

### 系列校
- 神奈川県立栄養短期大学
- 神奈川県立外語短期大学

## 卒業後の進路について

### 就職について
- 衛生看護科：看護職として病院に就職する人が大半だった。国公立病院や大学病院、総合病院など大手の病院が多かった[32]。
- 衛生技術科：専門職として病院に勤務する人、専門性を活かして企業の研究員として就職する人がいた[33]。

### 編入学･進学実績
- 衛生看護科卒業生は、神奈川県立衛生短期大学専攻科へ進学した人もいた。ほか、衛生看護科は杏林大学、衛生技術科は東京医科歯科大学への編入学実績がある。なお、本短期大学は杏林大学の編入推薦制度に指定されていた[34]。

## 附属学校
- かつて、神奈川県立衛生短期大学付属二俣川高等学校を擁しており、そこから衛生看護科に進学した生徒もいた[35]。